# Григорій Крижанівський
Крижанівський Григорій Якович— український письменник — богослов, випускник Київської духовної академії 1885 року, викладач Волинської духовної семінарії.

## Наукова діяльність[2]
Григорій Крижанівський у період з кінця 80х і до середини 90х pp. XIX ст. провів кілька досліджень у царині церковнослов'янської біблійної текстології. Найпомітнішою стала його праця, присвячена текстологічному й філологічному аналізу рукописних Євангелій, збережених у Київських книгосховищах. Вона була подана до Ради Київської духовної академії для захисту на здобуття магістерського ступеня.
У відгуку призначеного Радою експерта, екстраординарного професора КДА Василя Малініна, відзначалася ґрунтовність дослідження Г. Крижанівського, використання ним текстологічних здобутків як західних, так і російських дослідників слов'янознавців. Порівняльний аналіз дозволив авторові визначити в масиві текстів кілька рукописних традицій: 1) стародавню руську; 2) південнослов'янську; 3) русько-болгарську. Підкреслювалася важливість цього дослідження як піонерського в опрацюванні ще практично недослідженого матеріалу, що створювало, у свою чергу, підґрунтя для подальшого вивчення раніше неопрацьованих рукописів. Після друку дослідження у 1889 р. та його захисту на колоквіумі (Рада КДА призначила офіційними опонентами професорів М. Петрова та В. Малініна) Г. Крижанівському було присуджено ступінь магістра богослов'я.
Слід зазначити, що і написання, і захист цієї праці відбувалися в умовах, коли в Київській духовній академії вже існувало розуміння потреби у ґрунтовних дослідженнях пам'яток давньої біблійної книжності, в тому числі і вітчизняних, що поступово концентрувалися в Академії, зокрема, в її Церковно-археологічному музеї. Здійснювалися й відповідні кроки для стимулювання такої праці. Так, у 1887 р. Рада КДА відновила конкурс наукових праць на здобуття Макаріївської премії. Серед запропонованих тем була й тема «Опис біблійних рукописів слов'янською і грецькою мовами, що надійшли до Археологічного музею при Київській академії».
Тому, певне, невипадково серед інших праць Г. Крижанівського з'явилося дослідження одного з раритетів Церковно-археологічного музею Кам'янець-Стромилівського Четвероєвангелія у зіставленні його мови з народною мовою Волині XIV—XV ст. Робота у Волинській семінарії визначила, у свою чергу, ще один об'єкт дослідницького інтересу — біблійні рукописи у Волинському єпархіальному книгосховищі. Праці Крижанівського потрапили до бібліотечного фонду КДА.

## Твори
- «Рукописныя евангелія кіевскихъ книгохранилищъ. Изслѣдованіе языка и сравнительная характеристика текста» (Київ, 1889, магістерська дисертація);
- «Рукописныя евангелія волынскаго епархіальнаго древлехранилища» (Почаїв, 1895);
- «Каменецъ-Стромиловское тетро-евангеліе 1411 г. и волынское нарѣчіе въ XIV—XV в.» («Волынскія Епархіальныя Вѣдомости», 1886, № 1 — 18).